# 栗谷川健一
栗谷川 健一（くりやがわ けんいち、1911年2月28日 - 1999年8月12日）は、北海道岩見沢市出身の画家・グラフィックデザイナー。

## 人物
観光ポスターを中心に北海道の自然・酪農・アイヌ文化をモチーフとしたイラストを数多く描き、さっぽろ雪まつりや札幌オリンピックなどのイベントにも携わり「北海道デザイン界の父」とも評される。生涯を通じ北海道を拠点に活動、独自の趣きを持ったポスター類は北海道観光の起爆剤の一翼を担い、企業のカレンダーやパッケージ、デザイン学校の経営にも携わり幅広く活躍した。

## 来歴

### 生い立ち
1911年に岩見沢の開拓農家、林忠太郎・たまき夫妻の第7子3男として生まれたが、生後数日で母の妹きくよと製材所職員の栗谷川衛の夫妻の養子となる。その後岩見沢尋常高等小学校（現・岩見沢市立岩見沢小学校）に入学し、自らも油絵を制作していた図画・音楽教師の阿部幸平の指導を熱心に受け父の理解もあり美術への関心を高める。しかし1922年に養父が結核で死去し美術学校への進学を断念、養母の再婚に伴い栗山町へ引っ越し栗山尋常高等小学校（現・栗山町立栗山小学校）高等科に編入。

### 看板職人時代
高等小学校卒業後1924年に札幌の中野看板店へ徒弟奉公し大型の映画看板やポスターの制作を学び、仕事柄映画館の出入りが無料だったことから盛んに映画鑑賞をし映画のカメラアングルや照明効果が後の観光ポスターの作風に大いに役立つこととなった。また中野看板店時代には後に日本宣伝美術会の事務局長を務める兄弟子の板橋義夫に刺激を受ける。1927年には小樽松竹座専属となった中野看板店店主の弟について小樽へ移住し映画看板職人となり月給を貰うようになる。
1931年には函館松竹座の専属看板職人として独立。1932年には2週間東京に滞在し最新の映画ポスターや看板などを学んだ後軽度の肺結核により養母の住む栗山で療養、その後東京で目にした洗練された技法を参考とした看板は同業者からも注目を浴び函館市内の映画看板には栗谷川の手法を真似たものが多く見受けられるようになり、この頃から映画看板にとどまらないデザイナーへの憧れを強める。また美術団体「図案研究会」を立ち上げ棒二森屋にてグループ展を開催、しかし1933年には小林多喜二虐殺事件の抗議ポスターを制作し函館市内に貼り出したことをきっかけに特高警察に逮捕され20日間拘留の後釈放されるも1945年の終戦まで毎月特高警察職員が自宅を訪れ消息を確認していた。同年秋には渡辺静江と結婚。

### ポスター作家時代
1934年の函館大火で勤務先の松竹座が消失し、避難民として札幌へと移り其水堂金井印刷所に転職、NHK札幌中央放送局が発注したラジオ体操ポスター「JOIKラヂオ体操の会」を原画から製版まで手掛けたことをきっかけに印刷美術に進出しポスター制作の根幹となる描き版による印刷技術を学ぶ。また印刷所の同僚から紹介された能勢眞美の指導で立体的な表現を学ぶ。1935年には妻の妊娠出産のため再度函館に戻り辻印刷所に転職したが、松竹映画のポスターが地域の印刷所を介さず本社で制作し全国の映画館へ送付する形となったことから業務が減少し長男の誕生から間もない1936年5月に解雇。
同年「クリ図案社」を設立し印刷業務の減少から商店装飾や大工仕事など雑多な業務を行い生計を立て、鉄道省札幌鉄道局の冬の北海道観光ポスターにて一等入選し翌年にも連続で一等入選したことから札幌鉄道局の嘱託画家として迎え入れられ観光ポスターを主に描くこととなり、またチラシや新聞雑誌広告も手掛けた。しかし1939年に戦時体制による輸送統制で観光需要の喚起が行われなくなり1940年に鉄道局の嘱託を解かれ、制作の場を求め図案研究を主とした美術団体「筆洗社」を設立。1941年には松竹北海道支社に入社し再度映画ポスターを担当するも翌年に映画配給社へ統合され新聞広告を手掛けるのみとなった。1942年に召集され丙種合格だったため前線へ向かわず旭川第7師団で教育訓練の後除隊となり札幌都市防衛隊に配属され終戦を迎える。

### 戦後
終戦後は映画配給社解散に伴い東宝北海道支社に入社、1946年に退社しフリーとなる。1947年札幌鉄道局から発注された戦後初の大判観光ポスターをきっかけに官民各所から幅広い発注を受ける一方で、博覧会の展示意匠も手掛けた。1948年に研究団体「創図社」を設立、1950年にはさっぽろ雪まつりの第一回ポスターを手掛け好評につき8年間連続で同デザインが使われた。また同年にはカラー4色分解技術を初めて用いて阿寒・大雪山・支笏洞爺の道内3国立公園のポスターを制作。
1951年、日本国有鉄道・全日本観光連盟・日本交通公社主催の全国観光ポスターコンクールにて阿寒湖のポスター原画を出展し当時朝日新聞西部本社広告部に所属した松本清張と並んで推薦を受ける。翌年には同コンテストで「夕日と牧車」で特選を受賞し初の個展を札幌の大丸藤井にて開催、日本宣伝美術会北海道地区を結成し地区委員長に就任。1953年には「牧場の鐘」で広告電通賞ポスター部門、IUOTO世界観光ポスターコンクールで「ムックリを鳴らすアイヌの娘」で最優秀賞を受賞し世界的評価を受ける。
これらの成功をきっかけとして札幌でのしがらみからの解放や全国的な仕事を求めて1950年代前半には東京へ拠点を移す事も検討したものの、東京の友人から「既にお前は北海道で一つの仕事を完成させつつある、東京に来て何をしようとするのか」と説得され北海道での活動を継続することとなった。
1956年には1951年全国観光ポスターコンクールに出展した作品をもとにした「伝説の湖」で再度IUOTOのコンクールにて最優秀賞と一般市民投票1位を獲得。1958年には東京オリンピック招致ポスターを手掛け、その後札幌冬季オリンピック招致ポスターも手掛けた。
1962年「北海道デザイン研究所」を創立し北海道ドレスメーカー女学院の教室を間借りしデザインの講義を行い、多くのデザイナーや美術家を輩出し日宣美の活動と合わせ北海道のデザイン界の底上げを図った。1967年にはデザイン研究所講師らとの共同研究による案で北海道旗・道章デザインコンペに出展し採用、1972年札幌オリンピックのデザイン専門委員会に参加。1971年には北海道開拓記念館の常設展示を担当するなど公共施設へのデザイン業務も数多く担当した。

### 晩年
1979年には北海道デザイン研究所が「栗谷川学園北海道造形デザイン専門学校」（2015年3月閉校）に改組、1982年には北海道デザイン協議会を発足し初代会長に就任。1984年には後に札幌芸術の森となる札幌芸術村建設委員会の建設企画委員に就任し、1986年に財団法人札幌芸術の森理事に就任。
1991年北海道デザイン協議会名誉会長就任、1999年8月12日に肺炎のため88歳で逝去。
全北海道広告協会賞においては、栗谷川の活躍を記念しその年に目覚ましい活躍をしたクリエイターに送られる賞として「栗谷川健一賞」が設定されている。

## 作風
ダイナミックな北海道の自然や広大さを強く打ち出すべく、俯瞰的な形や遠近感を強調した極端な構図でドラマティックな印象を強め、ロングショットや明暗の強調といった映画的手法も取り入れ、ポスターカラーに糊を混ぜ粘性を生み出しペインティングナイフで絵の具を盛り上げ油絵風のタッチとし、また製版時には横からのライトの光を加え撮影を行い細かな影を写すことで絵の具の盛り上げを強調して独特のタッチを生み出した。

## 受賞歴
- 1951年[5]
  - 運輸省札幌陸運局長表彰
  - 全日本観光ポスターコンクール 特選「夕日と牧車」・銀賞「道立自然公園利尻礼文」
  - 日本観光ポスター原画展推薦「阿寒湖」
- 1952年：ポスター広告電通賞「HOKKAIDO 牧場の鐘と少女」[5]
- 1953年：世界観光ポスターコンクール最優秀賞「HOKKAIDO ムックリを鳴らすアイヌ娘」[5]
- 1955年：北海道文化奨励賞[5]
- 1956年：世界観光ポスターコンクール最優秀賞・一般市民投票1位「HOKKAIDO 阿寒湖」[5]
- 1957年：北海道観光連盟表彰[5]
- 1959年：北海道新聞文化賞（社会文化賞）[5][6]
- 1963年：北海道開発功労者知事賞[5]
- 1964年：日本観光協会表彰[5]
- 1965年：北海道観光功労者運輸大臣表彰[5]
- 1972年：第一回札幌市民芸術賞[5]
- 1975年：札幌観光協会札幌観光振興功労賞[5]
- 1983年[1]
  - 全日本広告連盟最優秀賞・衣笠賞
  - 北海道文化賞
- 1986年：地域文化功労者文部大臣表彰[1]
- 1991年：北海道開発功労賞[1]
- 1992年：勲五等双光旭日章[1]

## 主な作品
- 北海道へ（1936年）[1]
  - 鉄道省札幌鉄道局冬の北海道観光ポスターにて一等入選。画面4分の3余りに白銀の山肌を据え、4人のスキーヤーが雪煙を上げ急斜面を滑走する姿をスピード感豊かに描いた。
- 第1回さっぽろ雪まつり（1950年）[1]北海道立近代美術館所蔵[7]
  - 熊を象った巨大な雪像の周りに道化師やドレスで着飾った人々が輪になって踊り、背後の夜空には打ち上げ花火を描き祭りへの期待と祝祭性を表した。
- HOKKAIDO NATIONAL PARKS（1950年）[1]北海道立近代美術館所蔵[8]
  - 阿寒・大雪山・支笏洞爺の3国立公園の観光ポスターとして真紅のスカーフを巻いた女性を中心に各国立公園を代表する摩周湖・旭岳・洞爺湖をコマ絵風に描いた。カラー4色分解技術を用いた初の作品。
- 夕日と牧車（1951年）北海道立近代美術館所蔵[9]
  - 羊ヶ丘展望台周辺の風景をモチーフとして沈みゆく黄色い太陽と真紅の空を中心に、左側に牧車に座した牧夫の姿を大きく描き、地平線は画面下方の低い位置とし夕日に照らされた牧舎・ポプラ・羊の群れを重ねて描いた。
- 牧場の鐘（1952年）[1]北海道立近代美術館所蔵[10]
  - 牧場の一角を上から見下ろす視点で、牧草地で草を食む羊の群れや赤い花柄模様の白いワンピースを描いた少女や鐘を吊るした白樺の枝を描き、少女は左手を高く掲げ若草色から山吹色へ緩やかに色味を変えた白樺の枝に吊るされた鐘につながるロープを掴んだ姿とした。
- ムックリを鳴らすアイヌの娘（1953年）[1]北海道立近代美術館所蔵[11]
  - 立ち上がってムックリを奏でるアイヌの女性の姿をやや逆光気味の光の中さっそうと描き、女性に寄り添うように薄紫のシャクナゲの花を一枝添え、背景には支笏湖と噴煙を上げる樽前山を低く描いた。空を多く取り中央に人物を添える構図は勅使河原蒼風の華道作品に触発されたものとしている。
- 伝説の湖（1951年・1956年）[1]北海道立近代美術館所蔵[12]
  - 阿寒国立公園の観光ポスター。大正期に朝日新聞の記者が創作したアイヌの恋人たちが悲恋の末入水しマリモに姿を変えた説話をモチーフに、深い青色の湖水を中心に上方中央に丸木舟に乗ったアイヌの男女と下方に水中を泳ぐ魚の群れとマリモ2個を描き、広がりを感じさせる構図と静かな色調で詩情を際立たせる形とした。
- ジャンプ（1963年）[1]北海道立近代美術館所蔵[13]
  - 1968年札幌オリンピック招致ポスター。中央下方に白銀に覆われた札幌都心部と山並みを描き、上部に天空を舞うジャンプ競技選手、下部に五輪マークと1968の年号や「札幌へ」を意味する「to Sapporo」の招致メッセージを赤く描いた。ジャンプ選手は菊地定夫がモデルとなった[14]。また招致メッセージを「à Sapporo」としたフランス語版も制作された[15]。
- スキーの源流（1966年）北海道立近代美術館[16]・中京大学スポーツミュージアム所蔵[17]
  - 1972年札幌オリンピック招致ポスター。画面上部3分の2に札幌市街地東側の鳥瞰図や大倉山ジャンプ競技場・真駒内屋外競技場等の競技施設や手稲山などの山並みを描き、中央には弓を掴みかんじきを履いたアイヌ男性の立ち姿を配し、発展する札幌と充実した競技施設と自然豊かな景観と独自の歴史性を描いた[1]。発表時にはアイヌ蔑視や市民不在のイメージといった反発が起こった一方海外では好評を得るなど物議を醸し、栗谷川は「バタくさい北欧風の匂いを盛ったポスターより､ 世界におけるサッポロ・東洋の日本で開こうという冬季五輪であることを強調したかった」「アイヌ民族への尊敬をこめ、この機会にアイヌの勇姿を再現したかった」等として蔑視の観点を否定している[18]。
- きたぐにの詩（1972年）[1] JR札幌駅地下街アピア展示[19]
  - 札幌駅西口地下街出入り口のガラスモザイク壁画用に製作、後に陶板画に改作のうえ札幌駅地下街に移設。北の大地に生きる人々や牧歌的な風景を柔らかな色彩で描いた。

施設関連
- 札幌市民会館緞帳「牧歌」（1958年）・「冬の樹」（1977年）
- 士別市民会館緞帳「入植の日」（1964年）
- 網走市民会館緞帳「北の花園」（1968年）
- 北海道開拓記念館 常設展示室展示デザイン（1968-1971年）
- 余市町庁舎ロビー大理石モザイク壁画「林檎讃歌」（1971年）
- 阿寒町庁舎ロビーガラスモザイク壁画「丹頂の里」（1973年）
- 札幌第一病院 吹き抜け部ガラスモザイク壁画「人生」（1974年）
- 札幌市営地下鉄東西線 琴似-白石間ホーム壁画（1974年-1976年）
- 清水町庁舎ロビー陶板壁画「文化と豊穣」（1982年）
- 札幌市営地下鉄東豊線栄町-豊水すすきの間改札前陶板壁画（1988年）[1]

イベント関連
- 日本貿易博覧会 北海道館展示デザイン（1949年）
- 北海道開発大博覧会 テーマ館展示デザイン・ポスター（1950年）
- さっぽろ雪まつり 第1回-第8回ほかポスター
- 新潟県産業観光大博覧会 北海道館 建築・展示デザイン（1953年）
- 第9回国民体育大会ポスター（1954年）
- 富山産業大博覧会 北海道館建築・展示デザイン（1954年）
- 北海道大博覧会 ポスター、国鉄館・電波館建築展示デザイン（1957年-1958年）
- 第3回アジア競技大会ポスター「月桂樹」（1957年）
- 1964年東京オリンピック
  - 招致ポスター「古代オリンピック塔」（1958年）
  - 広報ポスター「富士」（1960年）
- 北海道百年記念式典・祝賀行事デザイン（1967年-68年）
- 全日本冬季競技総合大会ロゴマーク（1970年）
- 1972年札幌オリンピック
  - デザイン専門委員会参加（1967-1972年）
  - 聖火リレーポスター「聖火ゆく」（1971年）
- 1984年冬季オリンピック札幌招致ポスター「五輪へ」（1978年）[20]
- 第44回国民体育大会はまなす国体ポスター（1988年）[21]
- 宮様スキー大会国際競技会 ポスター
- 北海道ホルスタイン共進会 ポスター
- さっぽろライラック祭 ポスター
- 仙台七夕まつりポスター

企業団体関連
- NHK札幌中央放送局 ポスター「JOIKラヂオ体操の会」（1934年）、「NHK札幌テレビ開局」（1956年）[22]
- 合同酒精
  - ポスター「ゴードーの直営」（1950年）[23]
  - ワリッカ '82北海道博覧会記念ボトル（1981年）
- ロバ製菓 パッケージ
  - バター飴（1956年）
  - チーズ飴（1957年）
- 登別市 市章（1961年）[24]
- 雪印食品 雪印バター飴・雪印バター煎餅 パッケージ（1963年）
- 札幌千秋庵 ヨーグルトせんべい北緯43度 パッケージ（1972年）、ノースマン 商品ロゴ（1974年）[25]
- 六花亭 大平原パッケージ（1963年）
- 北海道庁 北海道旗・道章（1967年 北海道デザイン研究所との共同研究）
- 空知信用金庫 ロゴマーク（1976年）[26]
- サントリー ザ・プレミアム・モルツシリーズ 北海道限定デザイン缶（2020-2021年）[2]
  - 2020年夏：ザ・プレミアム・モルツに「赤いエイレーキ」（1961年）、香るエールに「Hokkaido」（1955年）を使用。
  - 2020年冬：ザ・プレミアム・モルツに「えぞ鹿」（1962年）、香るエールに「赤い馬そり」（1956年）を使用。
  - 2021年夏：ザ・プレミアム・モルツに「緑に歌う」（1960年）、香るエールに「利尻を望む」（1984年）を使用。
  - 2021年冬：ザ・プレミアム・モルツに「白鳥の季節」（1959年）、香るエールに「流氷の海-知床国立公園」（1984年）を使用。
- 北海道放送 カレンダー、絵地図
- 北洋相互銀行 カレンダー
- 日本航空 北海道観光ポスター
- 北日本航空 ポスター
- サッポロビール・サッポロ黒ビール ポスター
- 北海道拓殖銀行 マッチ箱「季節のメルヘンシリーズ」「啄木シリーズ」ほか

絵本・挿絵
- 河邨文一郎「北の詩集 雲と薔薇」（1967年）
- うみどりのしま（文・村田英二 千趣会エーブルしぜんシリーズ 1972年）
- どさんこどんぺい（文・安藤美紀夫 学研おはなしえほん 1973年）
- ゆきまつり（フジテレビ絵本 1974年）

## 関連資料
作品集
- 栗谷川健一の世界 北海道の牧歌と詩情をデザインする（講談社 1982年）

展覧会図録
- 栗谷川健一個人展 栗谷川健一の作品1951-1959（1959年丸井今井札幌 栗谷川健一個人展後援会）
- 栗谷川健一展 綴られた詩情、ポスターの中の北海道（1994年 札幌芸術の森美術館）
- 栗谷川健一展 風と詩情を描いたポスターの魅力（2014年 北海道立近代美術館）

単行本
- 山渓カラーガイド14 カラー北海道（1968年 山と渓谷社）
- 鎌田享「ミュージアム新書29 栗谷川健一 北海道をデザインした男」（2012年 北海道新聞社）